# 芒市鎮

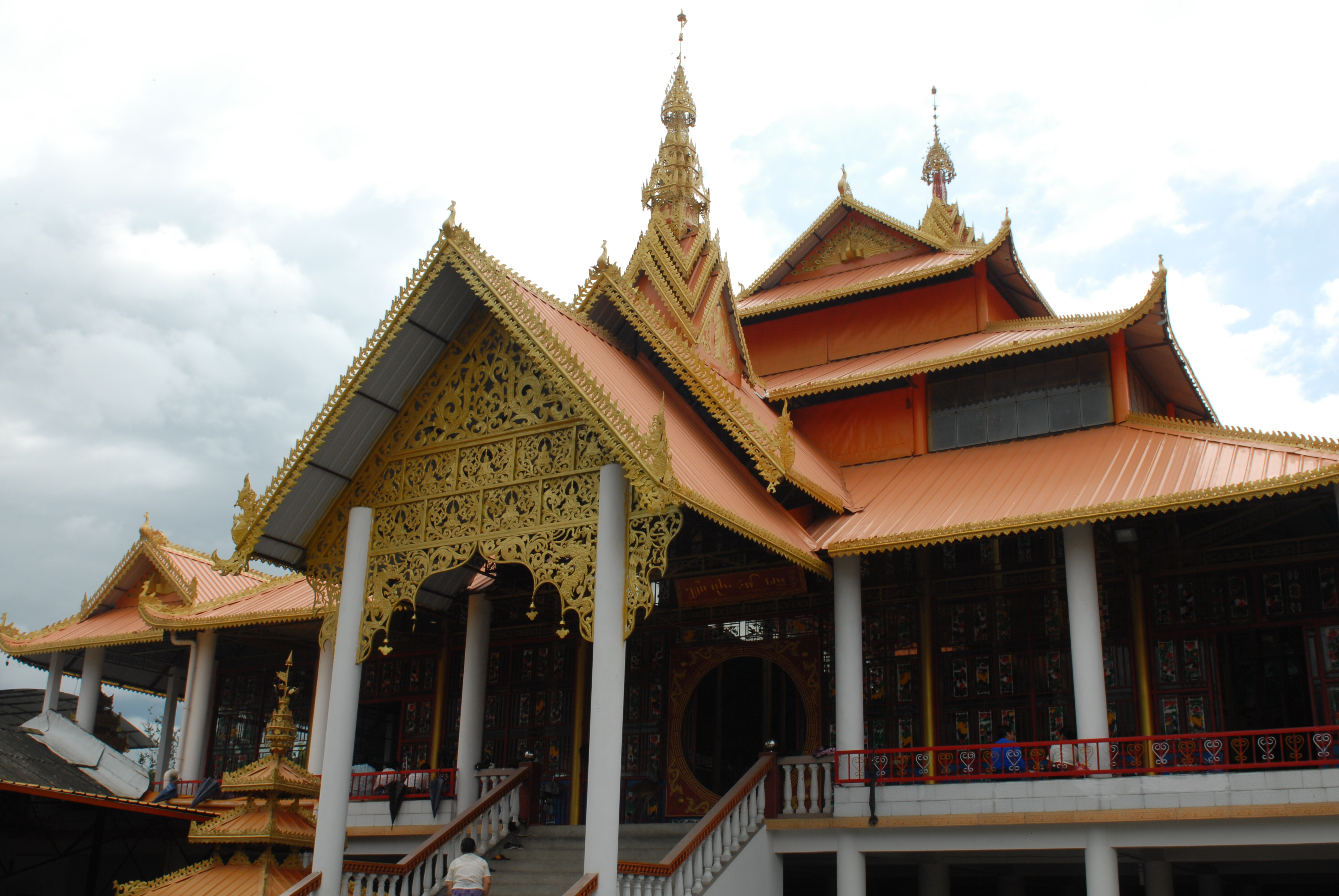
遮安银寺

芒市鎮（マンシーちん、ぼうしちん）は、中華人民共和国雲南省徳宏タイ族チンポー族自治州芒市の鎮。面積359平方キロメートル。2012年の人口は43332人。10の村民委員会を管轄する。芒市はタイ語などで「ムン・コァン」（黎明の都）と呼ばれる。

## 交通
- G320国道